# レンバ県
レンバ県（レンバけん、ポルトガル語: Distrito de Lembá）は、サントメ・プリンシペのサントメ州を構成する県の一つである。県都はネヴィスである。人口は16,900人（2020年推定）。